# Шереметова, Екатерина Владимировна
Екатерина Владимировна Шереметова (род. 14 августа 1987, РСФСР) — российская дзюдоистка, серебряный (2009, 2011) и бронзовый (2005, 2010, 2012—2014 годы) призёр чемпионатов России, мастер спорта России международного класса. Выступает в тяжёлой (свыше 78 кг) и абсолютной весовых категориях. Тренируется под руководством А. В. Кугушева. Член сборной команды страны с 2008 года. Представляет клуб «Минобрнаука» (Минусинск).

## Спортивные результаты
- Чемпионат России по дзюдо 2005 года — ;
- Чемпионат России по дзюдо 2009 года — ;
- Чемпионат России по дзюдо 2010 года — ;
- Чемпионат России по дзюдо 2011 года — ;
- Чемпионат России по дзюдо 2012 года — ;
- Чемпионат России по дзюдо 2013 года — ;
- Чемпионат России по дзюдо 2014 года — .